# Паламед (Еврипид)
«Паламед» (др.-греч. Παλαμήδης) — трагедия древнегреческого драматурга Еврипида на тему мифов о Троянской войне. Её текст почти полностью утрачен.
Главный герой пьесы — эвбейский герой Паламед, один из вождей ахейцев, осаждавших Трою. Именно он заставил Одиссея присоединиться к походу, раскрыв его безумие. Одиссей за это возненавидел Паламеда и нашёл способ ему отомстить: он спрятал под палаткой Паламеда мешок с золотом и подбросил письмо, якобы написанное царём Трои Приамом. Ахейцы поверили, что Паламед — изменник, и побили его камнями. Существует предположение, что прототипом Паламеда для Еврипида стал философ Протагор, которому пришлось покинуть Афины из-за несправедливого обвинения.
«Паламед» был написан как вторая часть трилогии, посвящённой Троянской войне и поставленной на сцене в 415 году до н. э. Первая часть цикла, тоже утраченная, — «Александр», третья — «Троянки», к этим трагедиям примыкает сатировская драма «Сизиф». Исследователи отмечают, что эта трилогия — редчайший случай, когда Еврипид предложил для театрального состязания цикл пьес, тесно связанных с точки зрения сюжета и идеи. Однако антивоенная направленность трагедий оказалась неактуальной в тот момент, когда афиняне готовили Сицилийскую экспедицию. Из-за этого Еврипид стал всего лишь вторым, уступив победу Ксеноклу. Клавдий Элиан в своих «Пёстрых рассказах» назвал такой итог смехотворным, позорным и недостойным Афин, заявив: «либо судьи были несведущи в поэзии, ничего не смыслили в ней и были неспособны вынести правильное суждение, либо их подкупили».
Мифу о Паламеде посвятили по трагедии с одним и тем же названием, кроме Еврипида, Эсхил и Софокл. Во всех трёх случаях уцелели только небольшие отрывки, но версия Еврипида оказалась наиболее влиятельной: ей следует большинство античных источников, излагающих миф о Паламеде. Самый подробный пересказ содержания пьесы содержится в «Мифах» Псевдо-Гигина.
Пьесу Еврипида пародирует Аристофан в комедии «Женщины на празднике Фесмофорий».